# Kitab al-kafi

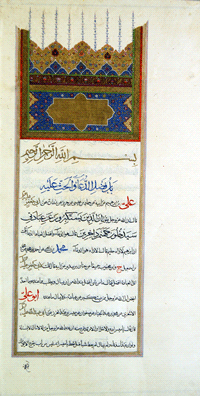
Página del Kitab al-kafi.

Kitab Al-Kafi (en árabe: كتاب الكافي, literalmente “el libro suficiente”) es una colección chiita duodecimana de hadices compilada por Sheij al-Kulayni. Está dividida en tres secciones: 
- Usūl al-kāfī (اصول الكافي): sobre los principios de la religión.
- Furū al-kāfī (فروع الكافي): detalla la ley religiosa.
- Rawdat al-kāfī (روضة الكافي): diversos aspectos religiosos y algunos escritos de los Imames.

En total, engloba 16.199 narraciones. Sin embargo, cada hadiz debe ser examinado individualmente a través de la ciencia de los hadices.